# 自由倡议
自由倡议（葡萄牙語：Iniciativa Liberal）是一个由约翰·科特里姆·菲格雷多领导的葡萄牙政党。它的意识形态是古典自由主义，主张更多的经济、政治和公民自由，减少国家干预。该党目前在议会中有八个席位，是在2022年议会选举中赢得的。

## 历史
该党于2016年作为一个社团成立。2017年9月，自由倡议将政党正式成立所需的8176个签名（超过法律要求的7500个签名）交付宪法法院。2017年11月26日，成立大会在波尔图举行。宪法法院于2017年12月13日接受了其在葡萄牙政党名册中的注册。该党于2017年11月被接纳为欧洲政党欧洲自由民主联盟党的成员。
2019年欧洲议会选举是该党首次参加选举，最终获得0.9%的选票，未能在欧洲议会赢得任何席位。
2019年立法选举中，该党的现任党主席约翰·科特里姆·菲格雷多在里斯本的选区赢得了一个议会席位。该党总计获得67,681张选票，相当于投票人数的1.29%。
2020年7月25日，自由倡议地区委员会主席蒂亚戈·玛雅·贡萨尔维斯宣布自己将参加2021年总统选举，并得到了党的支持。
2020年10月25日，努诺·巴拉塔在亚速尔群岛议会选举中当选，于2020年11月16日上任。

## 政治纲领
2018年5月5日，自由倡议通过了其政治纲领，其口号是“更少的国家，更多的自由”。该党支持通过协作方式构建，包括通过电子邮件发送提案，该党还提议减少公务员人数。2019年议会选举之前，该党提出以下纲领：收入超过650欧元的部分征收15％单一税率的个人所得税；将ADSE扩展到所有葡萄牙人；增加公立和私立系统中选择学校的自由，使其不再与学生的住址联系起来；大学可以自由设定录取标准。

## 选举结果

### 共和国议会
| 选举   | 共和国议会 | 共和国议会 | 共和国议会 | 共和国议会 | 共和国议会 | 政府   | 排名 | 领导人               |
| 选举   | 得票       | 得票率     | ±          | 席位       | +/−        | 政府   | 排名 | 领导人               |
| ------ | ---------- | ---------- | ---------- | ---------- | ---------- | ------ | ---- | -------------------- |
| 2019年 | 67,681     | 1.3%       |            | 1 / 230    |            | 反对党 | 8th  | 卡洛斯·吉马尔斯·平托 |

### 欧洲议会
| 选举   | 欧洲议会 | 欧洲议会 | 欧洲议会 | 欧洲议会 | 欧洲议会 | 排名 | 候选人        |
| 选举   | 得票     | 得票率   | ±        | 席位     | +/-      | 排名 | 候选人        |
| ------ | -------- | -------- | -------- | -------- | -------- | ---- | ------------- |
| 2019年 | 29,120   | 0.9%     |          | 0 / 21   |          | 11th | 里卡多·阿罗贾 |

### 地区议会
| 地区   | 上届选举 | 得票  | 得票率 | 席位   | 席位 | 席位 | 政府                           |
| 地区   | 上届选举 | 得票  | 得票率 | 数目   | ±    | 排名 | 政府                           |
| ------ | -------- | ----- | ------ | ------ | ---- | ---- | ------------------------------ |
| 亚速尔 | 2020年   | 2,012 | 1.9%   | 1 / 57 |      | 7th  | 反对党；通过谈判批准政府的计划 |
| 马德拉 | 2019年   | 762   | 0.5%   | 0 / 47 |      | 12th | 议会外政党                     |